# Missionswerk Werner Heukelbach
Die Stiftung Missionswerk Werner Heukelbach ist eine überkonfessionelle christliche Missionsgesellschaft evangelikaler Prägung, benannt nach ihrem Gründer, dem Prediger Werner Heukelbach (1898–1968). Sie hat ihren deutschen Hauptsitz in Bergneustadt im Bergischen Land und je einen weiteren Sitz in Zofingen in der Schweiz und in Gleisdorf in Österreich.

## Geschichte
Das Werk wurde von Werner Heukelbach, der sich zur freikirchlichen Brüderbewegung zählte, ab 1946/47 in seinem Geburtsort Wiedenest (heute Ortsteil von Bergneustadt) aufgebaut. In den folgenden 20 Jahren bemühte es sich mit Millionen von Kleinschriften (Infohefte, Broschüren, Traktate, Kalender etc.) und Zeitungsbeilagen um die Ausbreitung des christlichen Glaubens. Der Leitspruch „Gerade du brauchst Jesus“, mit dem das Missionswerk arbeitete, wurde so millionenfach gedruckt. Auch wurde der Spruch in Radiosendungen, Werbeanzeigen in Zeitschriften wie Hörzu und Spiegel sowie im Bannerschlepp mit Flugzeugen eingesetzt. Mitte der 1960er-Jahre war das Missionswerk Werner Heukelbach das größte Schriftenmissionswerk Europas. Hinzu kamen Hörfunksendungen (von 1958 bis 2015 über den Sender Marnach auf Mittelwelle 1440 kHz), Telefonbotschaften und Zeltmission hinzu. Mit Beginn des privaten Hörfunks konnten offenbar russische Relaissender in Deutschland verwendet werden, wo der Sender im Timesharing mit Das Wort – die kosmische Welle des Universellen Lebens sendete. Mittlerweile existiert ein eigener Internet-Radiosender, RadioHBR, der ganztägig im Live-Streaming Kurzandachten, Bibelvorträge, Predigten sowie christliche Musik sendet.
Als Grundlage für seine Tätigkeit benennt das Missionswerk die Bibel und den darin enthaltenen Verkündigungsauftrag. Daraus resultiert das von der Stiftung definierte Ziel, „Menschen aller Altersgruppen die Botschaft von Christus und seinem Erlösungswerk am Kreuz weiterzugeben“.
Nach Werner Heukelbachs Tod wurde das Missionswerk von Manfred Paul (1978–2002) und später von Rudi Joas geleitet.